# Équipe de Suisse de football en 1909
Cet article présente l'année 1909 pour l'équipe de Suisse de football. En mai, elle rencontre pour la première fois l'équipe d'Angleterre, mais l'amateure pour l'instant, contre laquelle elle s'incline nettement. Cette défaite reste à ce jour la plus lourde de son histoire avec le 9-0 de 1911 contre l'équipe de Hongrie.

## Bilan
|           | Nombre de matchs | Victoires | Défaites | Matchs nuls | Buts marqués | Buts encaissés |
| Domicile  | 1                | 0         | 1        | 0           | 0            | 9              |
| Extérieur | 1                | 0         | 1        | 0           | 0            | 1              |
| Neutre    | 0                | 0         | 0        | 0           | 0            | 0              |
| Total     | 2                | 0         | 2        | 0           | 0            | 10             |

## Matchs et résultats
| Match amical                             | Allemagne | 1 - 0   | Suisse | Exerzierplatz, Karlsruhe                    |                                             |
| 4 avril 1909 · Historique des rencontres | Kipp 25e  | (1 - 0) |        | Spectateurs : 7 000 Arbitrage : Albert Sohn | Spectateurs : 7 000 Arbitrage : Albert Sohn |
| 4 avril 1909 · Historique des rencontres | Rapport   |         |        | Spectateurs : 7 000 Arbitrage : Albert Sohn | Spectateurs : 7 000 Arbitrage : Albert Sohn |

| Match amical                            | Suisse  | 0 - 9   | Angleterre (amateure)                                                    | Landhof, Bâle                                 |                                               |
| 20 mai 1909 · Historique des rencontres |         | (0 - 4) | 27e 76e Dunning · 32e 35e 57e 89e Woodward · 37e 47e Raine · 52e Stapley | Spectateurs : 8 000 Arbitrage : Henry Devitte | Spectateurs : 8 000 Arbitrage : Henry Devitte |
| 20 mai 1909 · Historique des rencontres | Rapport |         |                                                                          | Spectateurs : 8 000 Arbitrage : Henry Devitte | Spectateurs : 8 000 Arbitrage : Henry Devitte |